# Saint-Sulpice-des-Landes (Loire-Atlantique)
Pour les articles homonymes, voir Saint-Sulpice-des-Landes et Saint-Sulpice.
Saint-Sulpice-des-Landes est une ancienne commune de l'Ouest de la France, située dans le département de la Loire-Atlantique, en région Pays de la Loire, devenue le 1er janvier 2018, une commune déléguée de la commune nouvelle de Vallons-de-l'Erdre.
La commune se trouve dans la Bretagne historique, aux confins de l'Anjou et du pays de la Mée. Saint-Sulpice-des-Landes fait partie du pays d'Ancenis.

## Géographie

### Situation

Situation de la commune de Saint-Sulpice-des-Landes dans le département de la Loire-Atlantique.

Saint-Sulpice-des-Landes est située à 13 km à l'ouest de Candé (Maine-et-Loire), à 25 km au sud-est de Châteaubriant, à 47,5 kilomètres au nord-est de Nantes, à 50 kilomètres au nord-ouest d'Angers et à 68,9 kilomètres au sud de Rennes. Les communes limitrophes sont Le Pin, La Chapelle-Glain, Petit-Auverné, Grand-Auverné, Riaillé, ainsi que trois communes déléguée de la commune nouvelle de Vallons-de-l'Erdre : Bonnœuvre et Saint-Mars-la-Jaille et Freigné.
| Petit-Auverné                          | La Chapelle-Glain                         | Le Pin                       |
| Grand-Auverné                          | Saint-Sulpice-des-Landes                  | Freigné (Vallons-de-l'Erdre) |
| Riaillé Bonnœuvre (Vallons-de-l'Erdre) | Saint-Mars-la-Jaille (Vallons-de-l'Erdre) |                              |

### Relief
La commune présente un léger vallonnement au nord et au sud, avec des collines orientées est-ouest. Entre les deux, au centre, s'étend une plaine plate.

### Hydrographie
La commune est parcourue par quelques ruisseaux : au nord le ruisseau de l'étang de la Bourlière et le ruisseau du Mandit matérialisent la limite entre Saint-Sulpice et La Chapelle-Glain. À l'est le ruisseau de la Bourgeonneraie prend sa source à Saint-Sulpice avant de s'écouler vers Freigné. À l'ouest le ruisseau du Bardeau coule d'ouest en est à partir du Grand-Auverné pour rejoindre le ruisseau du Pas du Gué qui prend sa source dans la plaine centrale de Saint-Sulpice et coule en direction du sud-est vers l'étang de la Poitevinière (ceb) à Riaillé, et qui est grossi à Saint-Sulpice du ruisseau de la Fortune qui coule d'est en ouest à partir du Marchix, entre le bois de Haut-Pouillé et la forêt de Saint-Mars-la-Jaille. Saint-Sulpice-des-Landes est parsemée de quelques étangs.

### Climat
Avec sa façade océanique orientée vers l'Ouest et un relief peu accentué, le climat de la Loire-Atlantique est de type tempéré océanique. Les hivers y sont doux (5 °C en moyenne), les étés faiblement chauds (18 °C en moyenne). Les précipitations sont fréquentes (surtout en hiver et au printemps) mais rarement violentes. Les données concernant le climat de Saint-Sulpice-des-Landes qui suivent sont extraites d'une source basant le site de relevé des données météorologiques aux coordonnées 47°09'N - 1°37'O, ce qui correspond à la position de l'aéroport Nantes Atlantique situé sur la commune de Bouguenais.
| Mois                              | jan. | fév. | mars | avril | mai  | juin | jui. | août | sep. | oct. | nov. | déc. | année |
| --------------------------------- | ---- | ---- | ---- | ----- | ---- | ---- | ---- | ---- | ---- | ---- | ---- | ---- | ----- |
| Température minimale moyenne (°C) | 2,4  | 2,8  | 4    | 5,9   | 9    | 11,9 | 13,9 | 13,5 | 11,8 | 8,9  | 5,1  | 3    | 7,7   |
| Température moyenne (°C)          | 5,4  | 6,2  | 8,1  | 10,4  | 13,6 | 16,9 | 19,1 | 18,7 | 16,8 | 13,1 | 8,6  | 6    | 11,9  |
| Température maximale moyenne (°C) | 8,4  | 9,6  | 12,2 | 14,9  | 18,2 | 21,9 | 24,4 | 24   | 21,8 | 17,3 | 12   | 9    | 16,1  |
| Ensoleillement (h)                | 72   | 99   | 148  | 187   | 211  | 239  | 267  | 239  | 191  | 140  | 91   | 70   | 1 956 |
| Précipitations (mm)               | 86,6 | 70,2 | 69,1 | 49,9  | 64,1 | 45   | 46,4 | 44,8 | 62,2 | 79,2 | 86,9 | 84,1 | 788,5 |

## Toponymie
Le nom de saint Sulpice a été donné à l'église Sainte-Marie-des-Landes au XIIIe siècle par les moines qui en avaient la charge. Les landes constituaient une partie suffisamment caractéristique de la paroisse pour qu'elles soient mentionnée dans le nom de la paroisse. En 1780, Jean Ogée dans son dictionnaire de la Bretagne signale d'ailleurs cette caractéristique du paysage de Saint-Sulpice.
Ce qui constitue aujourd'hui le bourg de Saint-Sulpice était autrefois connu sous le nom de hameau de La Barre-David, nom également porté par un château. En gallo, le nom de la commune qui a été relevé est Sint Sulpiç (écriture MOGA, prononcé /sɛ̃.syl.pis/) ou La Bârr (prononcé /la.bɑʁ/).

## Histoire
Il n'a pas été relevé de traces de peuplement du territoire de la commune avant le Moyen Âge. Saint-Sulpice est située dans une région habitée par les Celtes puis les Gallo-romains, avant de devenir bretonne au IXe siècle. L'union à la France a lieu en 1532.
Le monastère Saint-Sulpice-des-Landes aurait été fondé par Robert d'Arbrissel ou un de ses disciples. La présence des moines de Marmoutier est attestée en 1151. Ils gèrent l'église Sainte-Marie-des-Landes. Cependant les religieux quittent la région peu après. C'est sans doute au XIIIe siècle que le nom de l'église devient Saint-Sulpice-des-Landes.
Le territoire est un fief de Jeanne de Pannecé en 1272, puis appartient à la famille de Rougé jusqu'en 1415. Il passe successivement entre les mains de la famille de Penhouët, puis de la famille de Rohan, puis de celle Robineau de Rochequairie en 1637. Après avoir dépendu de la paroisse du Pin à partir de 1497, Saint-Sulpice-des-Landes devient paroisse autonome en 1768. Celle-ci sert de base à la création de la commune lors de la Révolution.
Le Vieux-Bourg et son église sont restés le cœur de la commune et de la paroisse jusqu'au XIXe siècle, lorsque le village secondaire de la Barre-David est devenu plus important. Ce village est alors devenu le nouveau bourg de Saint-Sulpice.

## Politique et administration

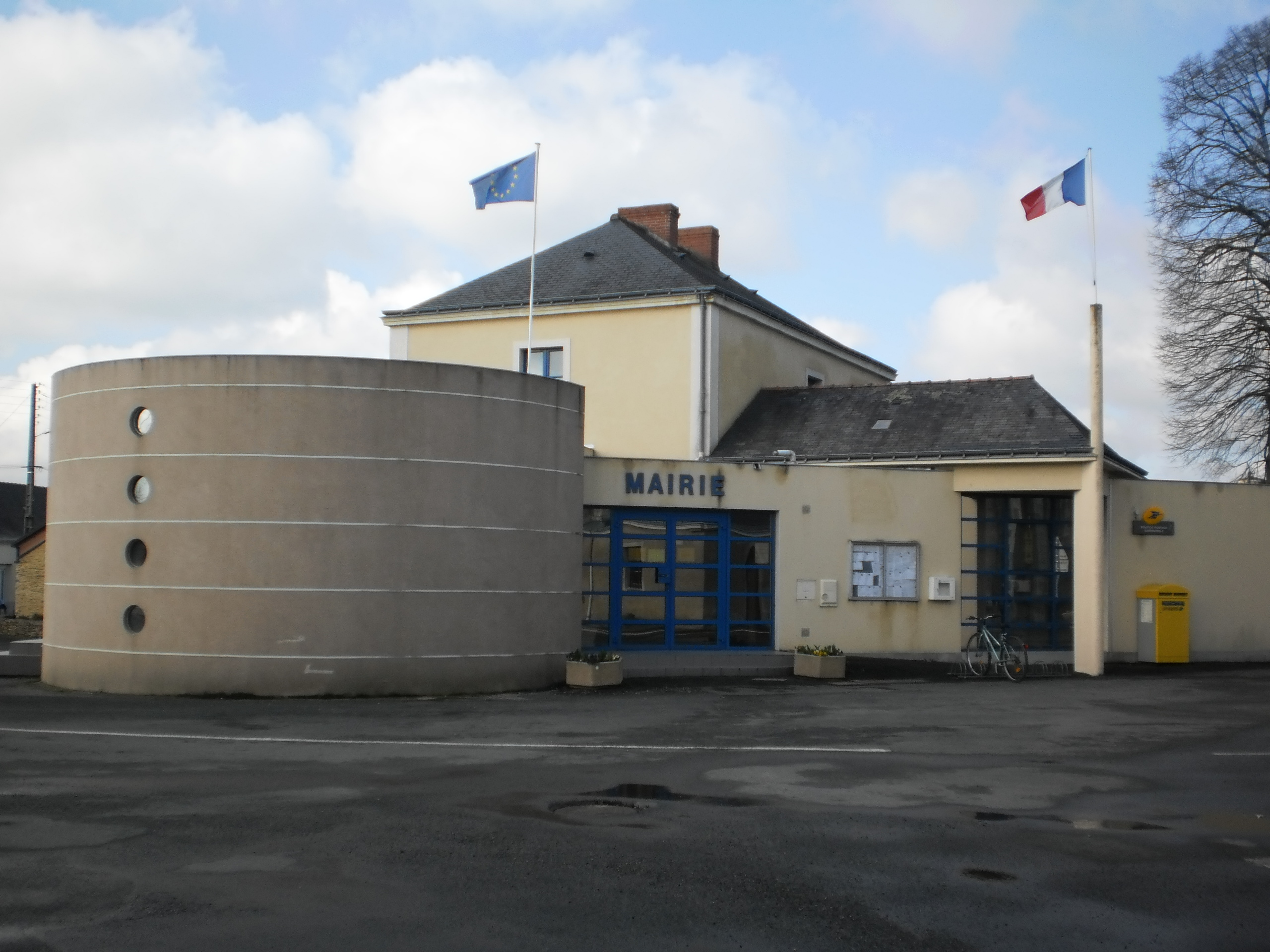
Mairie.

Saint-Sulpice-des-Landes est située dans le canton de Saint-Mars-la-Jaille, arrondissement de Châteaubriant-Ancenis, dans le département de la Loire-Atlantique (région Pays de la Loire). Comme pour toutes les communes françaises comptant entre 500 et 1 500 habitants, le Conseil municipal est constitué de quinze membres en 2011.

### Liste des maires
| Période                                  | Période  | Identité              | Étiquette | Qualité                                           |
| ---------------------------------------- | -------- | --------------------- | --------- | ------------------------------------------------- |
| mai 1892                                 |          | Jean-Baptiste Letort  |           |                                                   |
| octobre 1921                             |          | Alain de Dieuleveult  |           |                                                   |
| mai 1925                                 |          | Louis Poirier         |           | docteur en médecine                               |
| juillet 1940                             |          | Julien Gasnier        |           | régisseur, adjoint faisant les fonctions de maire |
| mai 1945                                 |          | Yves Le Goüais        |           | ingénieur agronome                                |
| mars 1962                                |          | Francis Allard        |           | exploitant agricole                               |
| mars 1972                                |          | François Juvin        |           | fabricant d'aliments du bétail                    |
| mars 1989                                |          | Gérard Couvrant       |           | exploitant agricole                               |
| 14 mars 2008                             | mai 2018 | Jean-Daniel Lécaillon |           | exploitant agricole                               |
| Les données manquantes sont à compléter. |          |                       |           |                                                   |

### Intercommunalité
Saint-Sulpice-des-Landes est membre de la communauté de communes du pays d'Ancenis, qui est constituée de vingt-neuf communes regroupées autour d'Ancenis. La commune est représentée au conseil intercommunal par le maire et deux élus communautaires.

## Population et société

### Démographie
Selon le classement établi en 1999 par l’Insee, Saint-Sulpice-des-Landes était une commune rurale non polarisée.

#### Évolution démographique
L'évolution du nombre d'habitants est connue à travers les recensements de la population effectués dans la commune depuis 1793. Pour les communes de moins de 10 000 habitants, une enquête de recensement portant sur toute la population est réalisée tous les cinq ans, les populations de référence des années intermédiaires étant quant à elles estimées par interpolation ou extrapolation. Pour la commune, le premier recensement exhaustif entrant dans le cadre du nouveau dispositif a été réalisé en 2007.

En 2015, la commune comptait 686 habitants, en évolution de +7,86 % par rapport à 2009 (Loire-Atlantique : +6,68 %, France hors Mayotte : +2,11 %).
| 1793 | 1800 | 1806 | 1821 | 1831  | 1836  | 1841  | 1846  | 1851  |
| ---- | ---- | ---- | ---- | ----- | ----- | ----- | ----- | ----- |
| 814  | 702  | 888  | 931  | 1 050 | 1 063 | 1 003 | 1 127 | 1 175 |

| 1856  | 1861  | 1866  | 1872  | 1876  | 1881  | 1886  | 1891  | 1896  |
| ----- | ----- | ----- | ----- | ----- | ----- | ----- | ----- | ----- |
| 1 264 | 1 301 | 1 371 | 1 348 | 1 381 | 1 339 | 1 372 | 1 355 | 1 354 |

| 1901  | 1906  | 1911  | 1921  | 1926  | 1931  | 1936 | 1946 | 1954 |
| ----- | ----- | ----- | ----- | ----- | ----- | ---- | ---- | ---- |
| 1 295 | 1 205 | 1 151 | 1 034 | 1 018 | 1 039 | 990  | 891  | 920  |

| 1962 | 1968 | 1975 | 1982 | 1990 | 1999 | 2006 | 2007 | 2012 |
| ---- | ---- | ---- | ---- | ---- | ---- | ---- | ---- | ---- |
| 920  | 824  | 716  | 628  | 596  | 607  | 624  | 626  | 677  |

| 2015 | - | - | - | - | - | - | - | - |
| ---- | - | - | - | - | - | - | - | - |
| 686  | - | - | - | - | - | - | - | - |

### Pyramide des âges
Les données suivantes concernent l'année 2013.
La population de la commune est relativement âgée. Le taux de personnes d'un âge supérieur à 60 ans (22,9 %) est en effet supérieur au taux national (22,6 %) et au taux départemental (22,5 %),,.
Contrairement aux répartitions nationale et départementale, la population masculine de la commune est supérieure à la population féminine (53,5 % contre 48,4 % au niveau national et 48,7 % au niveau départemental),,.
| Hommes | Classe d’âge | Femmes |
| ------ | ------------ | ------ |
| 0,6    | 90 ans ou +  | 0,3    |
| 8,8    | 75 à 89 ans  | 11,4   |
| 12,7   | 60 à 74 ans  | 12,1   |
| 21,3   | 45 à 59 ans  | 19,4   |
| 17,7   | 30 à 44 ans  | 17,5   |
| 17,1   | 15 à 29 ans  | 19,4   |
| 21,8   | 0 à 14 ans   | 20,0   |

| Hommes | Classe d’âge | Femmes |
| ------ | ------------ | ------ |
| 0,4    | 90 ans ou +  | 1,3    |
| 5,8    | 75 à 89 ans  | 9,1    |
| 13,5   | 60 à 74 ans  | 14,6   |
| 19,6   | 45 à 59 ans  | 19,2   |
| 20,8   | 30 à 44 ans  | 19,6   |
| 19,4   | 15 à 29 ans  | 17,7   |
| 20,5   | 0 à 14 ans   | 18,5   |

### Enseignement
Saint-Sulpice-des-Landes dépend de l'académie de Nantes. La commune gère l'école primaire privée du Sacré-Cœur,. Le collège le proche se trouve à Saint-Mars-la-Jaille, et les lycées se situent à Châteaubriant et Ancenis,,,,,.

### Santé
Il n'y a pas de médecin ni d'infirmiers à Saint-Sulpice-des-Landes, les plus proches sont situés à Saint-Mars-la-Jaille. Des centres hospitaliers sont installés à Ancenis et Châteaubriant.

## Économie

### Revenus de la population et fiscalité
En 2008, le revenu fiscal médian par ménage était de 13 681 €,
ce qui plaçait Saint-Sulpice-des-Landes au 29 704e rang  parmi les 31 604 communes de plus de 50 ménages en métropole.

### Entreprises et commerces
Saint-Sulpice-des-Landes est une commune agricole. Si le nombre d'exploitations agricoles est passée, selon l'Insee, de 68 à 40 entre 1988 et 2000, la superficie cultivée s'est maintenue, passant de 2 214 à 2 018 hectares. L'activité avicole est en croissance en 2011, confirmant la progression entre 1988 et 2000, où le nombre de volailles est passé de 235 325 à 328 471. L'élevage bovin est en recul dans cette période (de 2 833 à 1 979 bêtes).
Au 31 janvier 2008, l'Insee recense 104 entreprises dans la commune : treize dans l'agriculture, trois dans l'industrie, sept dans la construction, dix dans le commerces, le transport et les services, cinq dans l'administration. Élément remarquable pour une commune de cette taille démographique : deux entreprises emploient à elles seules 72 salariés sur les 104 en poste dans la commune. Il s'agit d'une entreprise de transport (45 salariés) et d'une industrie (27 salariés).

## Culture locale et patrimoine

### Lieux et monuments

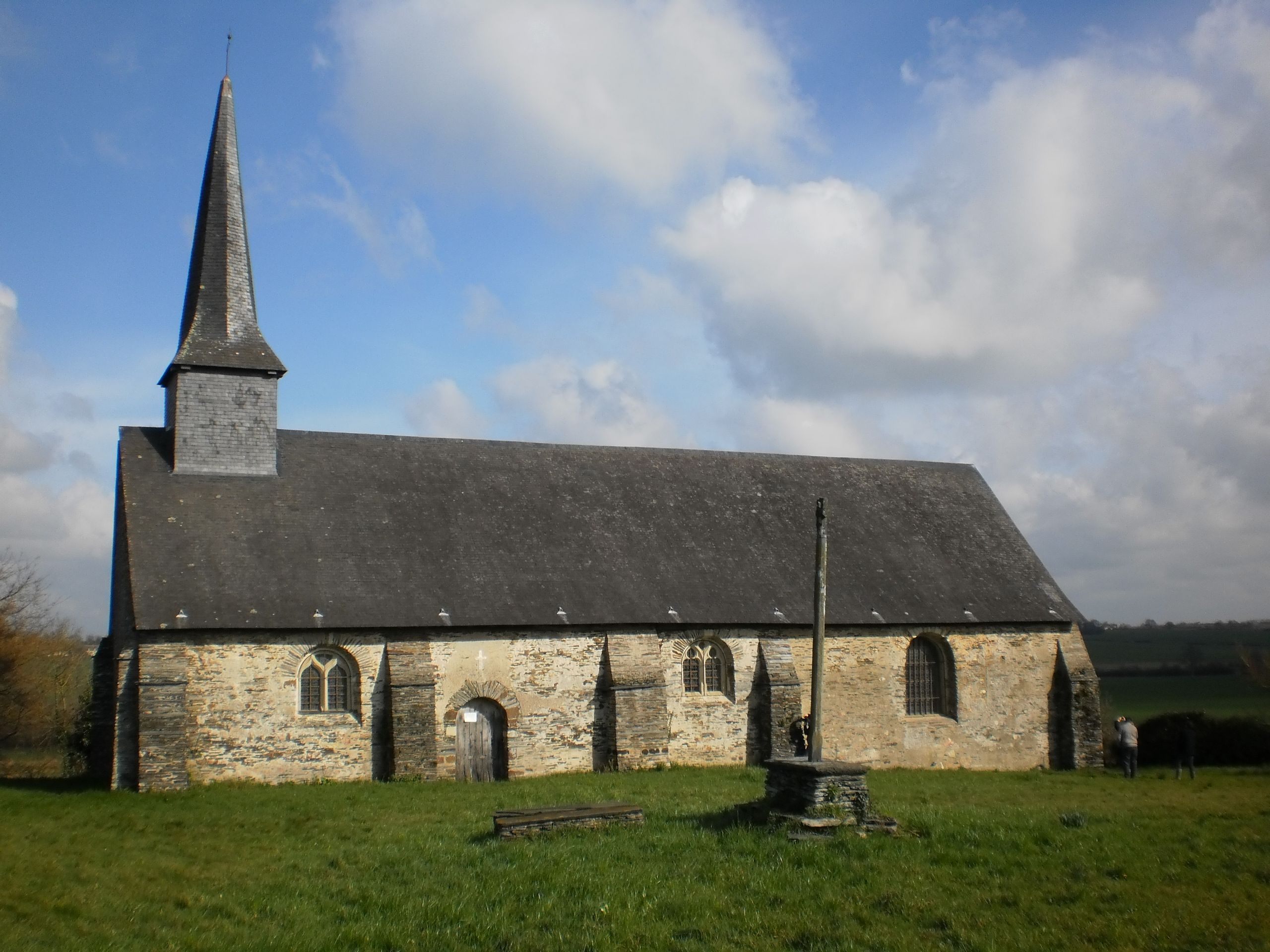
Chapelle du Vieux-Bourg.

La chapelle Saint-Clément est détruite au XVe siècle, puis reconstruite en 1758, et rénovée en 1914. Dès le Moyen Âge, elle est un lieu de pèlerinage, en particulier pour implorer des conditions climatiques favorables. Cette tradition a été reprise lors de la sécheresse de 1976.
L'église ou chapelle du Vieux-Bourg, construite au début du XVe siècle, renferme des peintures murales. Ces dernières furent découvertes en 1884 sous un badigeon de chaux posé durant la Révolution française. Elles représentent des scènes de l'Ancien et du Nouveau Testament, ainsi que de l'histoire ecclésiastique. L'église a été classée monument historique dans son intégralité en 1977. Elle appartient depuis 1979 au conseil départemental de la Loire-Atlantique qui a achevé sa restauration au début des années 1980. Elle bénéficie du label Grand patrimoine de Loire-Atlantique.
Le château du Coudray est à l'origine une métairie. Un bail de 1729 le signale encore sous cette forme. La famille Legeard de La Diriays l'acquiert au XIXe siècle et la transforme au XXe siècle, faisant bâtir l'aile ouest. L'édifice se présente dès lors dans un style néorenaissance. Le parc recèle des arbres centenaires.

### Personnalités liées à la commune
- Mgr Amand Hubert (1900-1980), vicaire apostolique d'Héliopolis (Égypte)[35].
- Yves Le Goüais (1902-1962), maire de Saint-Sulpice-des-Landes de 1945 à 1962, président-fondateur de la Coopérative agricole de Saint-Mars-la-Jaille (24 juillet 1932), qui deviendra la CANA (Coopérative Agricole la Noëlle Ancenis), puis Terrena[36], l'un des plus grands groupes coopératifs agricoles français[37].

### Héraldique
| Armes de Saint-Sulpice-des-Landes | Au premier reparti d’argent et de gueules à la croix ancrée de l’un en l’autre, au chef aussi reparti de gueules et d'argent chargé de cinq besants ou tourteaux de l’un en l’autre ; au deuxième, d’argent au sapin de sinople ; le tout sous un chef d’hermine. Le premier parti évoque les armes des La Rochequairie, famille qui se réfugia dans la forêt d'Ancenis durant les persécutions religieuses. Au second parti, le sapin évoque Le Pin, paroisse principale jusqu'en 1768. Le chef d'hermine évoque le blasonnement d'hermine plain de la Bretagne, rappelant l'appartenance passée de la ville au duché de Bretagne. Blason conçu par l'héraldiste Michel Pressensé. |